# راکبانک، ویکتوریا
راکبانک (به انگلیسی: Rockbank) یک منطقهٔ مسکونی در استرالیا است که در ویکتوریا (استرالیا) واقع شده‌است.